# Linia śrubowa

Linia śrubowa prawoskrętna

Linia śrubowa, helisa – krzywa trójwymiarowa zakreślona przez punkt poruszający się ze stałą prędkością po tworzącej walca lub stożka, który obraca się jednocześnie ze stałą prędkością kątową wokół swej osi.
Wzór helisy położonej na powierzchni bocznej walca ma we współrzędnych kartezjańskich postać:
{\displaystyle x=a\cdot \cos(t)}
{\displaystyle y=a\cdot \sin(t)}
{\displaystyle z=k\cdot t}
gdzie {\displaystyle a} jest promieniem walca, a {\displaystyle k} ilorazem prędkości ruchu punktu po tworzącej oraz prędkości kątowej obrotu walca.
Jeśli {\displaystyle k>0,} linia jest prawoskrętna; jeśli {\displaystyle k<0,} linia jest lewoskrętna.

## Przykłady

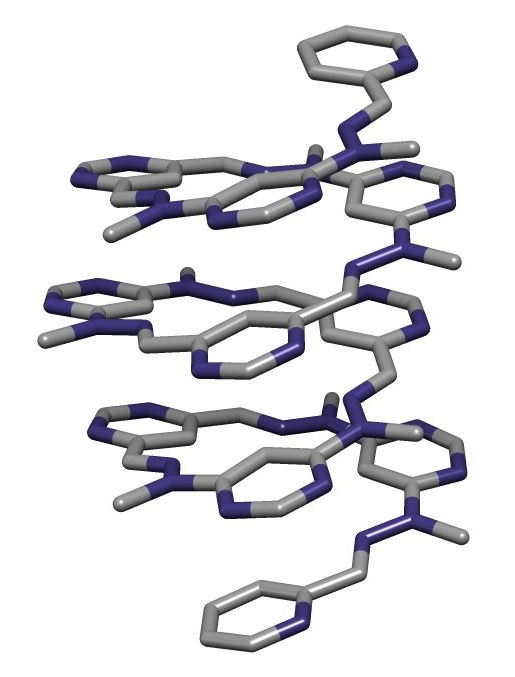
Helikalna struktura kryształu molekularnego
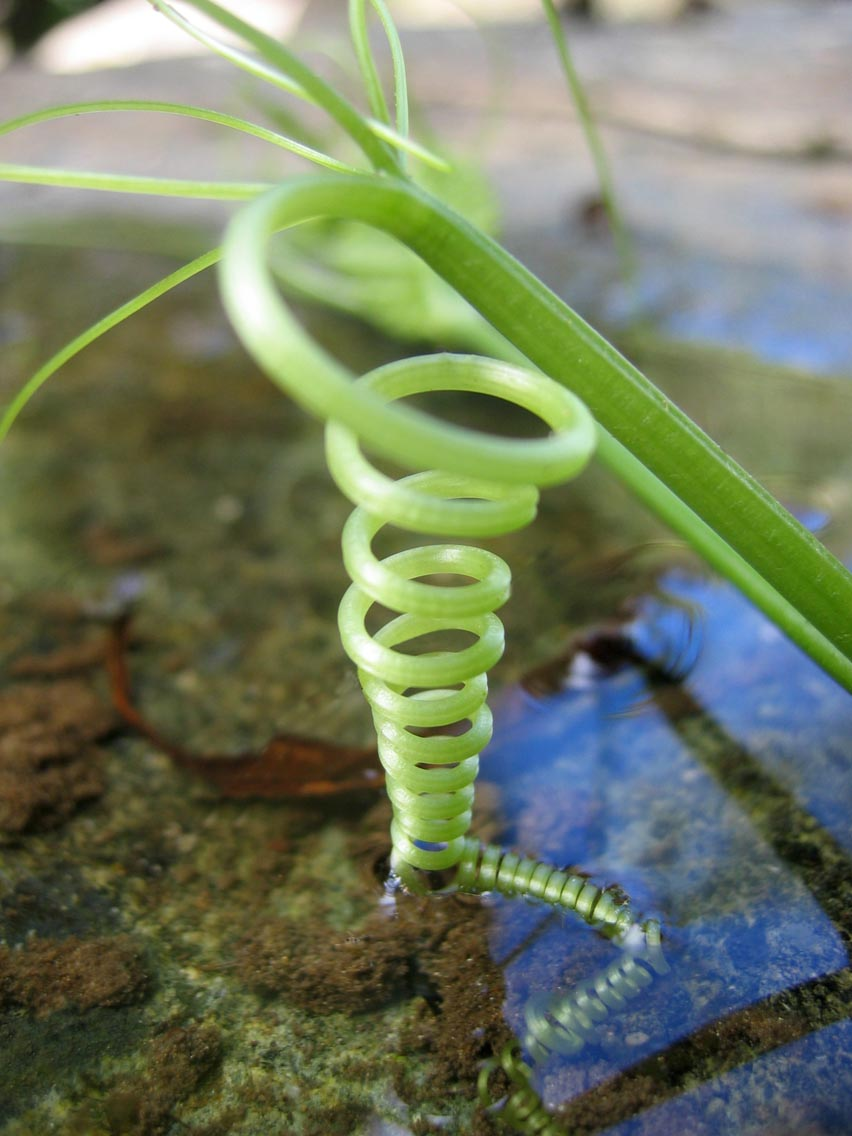
Naturalna, lewoskrętna helisa, utworzona przez pnącze
Cząstka naładowana w jednorodnym polu magnetycznym poruszająca się po helisie
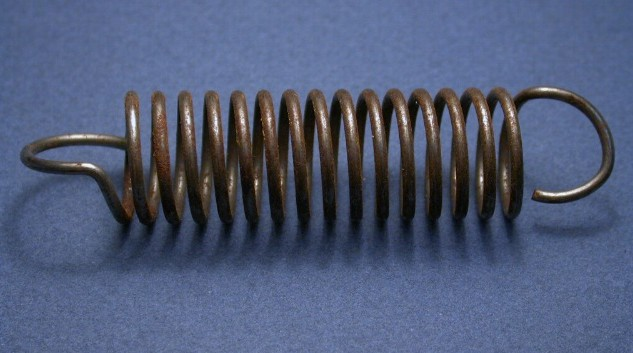
Helikalna sprężyna

Helisa pozwala też modelować system dźwiękowy, w którym materiał dźwiękowy jest grupowany w oktawy – każde dwa dźwięki umieszczone na helisie i leżące na wspólnej tworzącej walca są oddalone od siebie o wielokrotność oktawy.